# チェブジェン

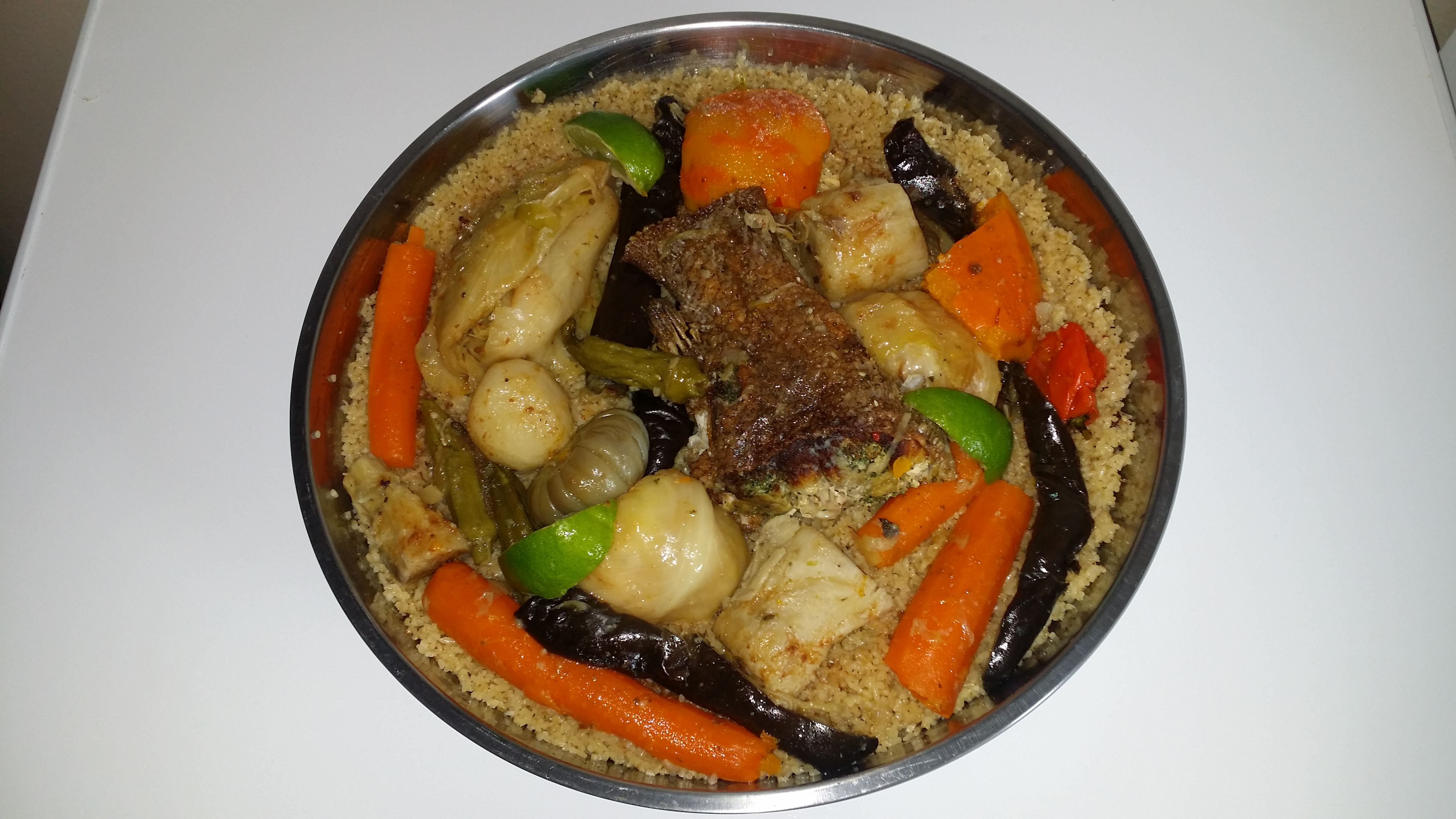
チェブジェン

チェブジェン(Thieboudienne)は、アフリカ大陸西岸、セネガルの料理の一つ。ウォロフ語で、「チェブ」は米、「ジェン」は魚を意味する。その名の通り、魚の煮汁で炊いた、ピラフにも似た米料理。アフリカ料理の中で最も洗練されているといわれるセネガル料理でも、最もセネガル人が誇りとする料理である。

## 作り方

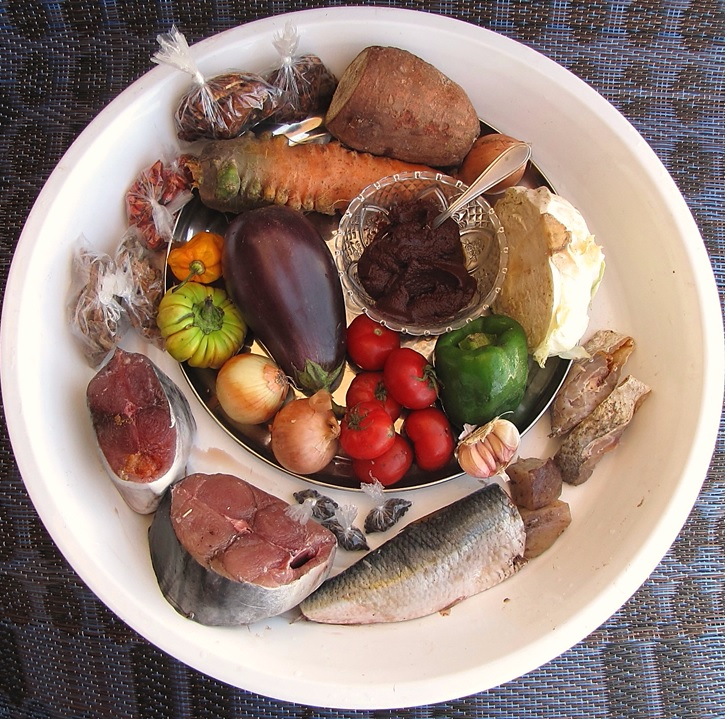
チェブジェンの材料一式

1. 大鍋に落花生油を大量に熱し、魚の切り身とニンニク、玉葱のみじん切りを油煮する。使う魚はニシン科の「ヤーボイ」(Sardinella spp.)がもっとも一般的である。トマトのみじん切り、トマトピューレを加えてさらに15分ほど煮る。
2. 鍋に大量の水を注ぎ、ナス、キャベツ、ダイコン、ニンジン、カボチャなどの野菜を皮をむいて食べやすい大きさに切り、鍋に入れる。ナツメグ、ショウガ、クミン、トウガラシなどの香辛料を適宜加えて煮込む。好みで固形ブイヨンも入れる。
3. 多少砕いたインディカ米を洗い、甑に入れる。それを魚と野菜を煮る大鍋の上に仕掛ける。大鍋から上がる蒸気で蒸すわけである。15分ほど蒸した後、鍋から野菜や魚などの固形物を引き揚げ、残った煮汁の中に蒸した米を入れて炊く。
4. 炊き上がった飯を皿に盛り付け、取り分けた具を添える[4]。

## 歴史的経緯
セネガル料理には「ベンナ・チン」(一つ鍋)というジャンルがある。肉や魚、野菜を炒めて煮込み、その煮汁で飯を炊く一種の炊き込みご飯。文字通り鍋一つですべての煮炊きが済む調理法だが、チェブジェンはその代表的なものである。一説によれば、セネガル川河口の港町、サンルイがチェブジェンの故郷だという。
サンルイの街は欧米への奴隷積み出し港でもあり、ここから連れ去られたセネガルの主要民族・ウォロフ族は北米の農場などで魚の代わりに肉を用いた炊き込み飯「チェブ・ヤップ」（肉ごはん）を作り、それが北米では「ジョロフライス」（ウォロフ人の飯）として英語で定着した。チェブジェンやチェブヤップに由来するジョロフライスは、アメリカでは最もポピュラーなアフリカ料理である。
現在、チェブジェンはセネガルの家庭で広く食されるほか、首都・ダカールのフランス料理店でも味わうことができる。